# 1072年
| 千纪： | 2千纪 |
| 世纪： | 10世纪 \| 11世纪 \| 12世纪                                                                                           |
| 年代： | 1040年代 \| 1050年代 \| 1060年代 \| 1070年代 \| 1080年代 \| 1090年代 \| 1100年代                                     |
| 年份： | 1067年 \| 1068年 \| 1069年 \| 1070年 \| 1071年 \| 1072年 \| 1073年 \| 1074年 \| 1075年 \| 1076年 \| 1077年           |
| 纪年： | 壬子年（鼠年）；辽咸雍八年；北宋熙宁五年；西夏天賜禮盛國慶四年；大理正德十一年；越南神武四年，太寧元年；日本延久四年 |

## 大事记
- 中國
  - 三月，王安石實行市易法。
  - 五月，王安石實行保馬法。
  - 八月，王安石實行方田均稅法。
  - 北宋和西夏發生了戰爭。羌族首領俞龍珂率部協助北宋保衛了邊境，立有大功，被宋神宗授予西頭供奉官的官職，俞龍珂主動提出乞賜姓包氏”，宋神宗賜名包順。包順遂引導王韶深入諸番部。
- 越南
  - 李聖宗李日尊逝世，年僅七歲的李仁宗李乾德繼位，改元太寧。尊嫡母楊氏為上陽皇太后，生母黎氏為皇太妃，由皇太后垂簾聽政。
- 西亞
  - 12月15日——馬立克沙一世接替在意外喪生父親阿爾普·阿爾斯蘭成為塞爾柱帝國第三任蘇丹。
- 卡斯蒂利亚
  - 阿方索六世成为国王。
- 保加利亚沙皇萨穆埃尔之外曾孙康斯坦丁·博京（Константин Бодин）自立为彼得三世（Петър III），继续反抗拜占廷，寻求保加利亚的独立。

## 逝世
- 歐陽修，北宋文学家、历史学家（1007年出生，65岁）
- 李聖宗，越南李朝第三代皇帝。
- 12月15日——阿爾普·阿爾斯蘭，塞爾柱帝國第二任蘇丹，首任蘇丹圖赫里勒·貝格之侄，一族英雄塞爾柱·貝格的曾孫。